# Stein am Rhein
Stein am Rhein är en ort och kommun i kantonen Schaffhausen, Schweiz. Kommunen hade 1 807 invånare (2023).
Orten ligger vid floden Rhen och är känd för sin väl bevarade stadskärna norr om Rhen med många fasadmålade hus.

## Geografi
Stein am Rhein ligger på båda sidor av Rhen vid Bodensjöns Untersee utlopp. Här finns den första bron efter Bodensjön. På ett berg norr om staden ligger borgen Hohenklingen. Den nordöstra delen av stadsgränsen utgör också gräns mellan Schweiz och Tyskland. 

### Kommunikationer
- Järnvägsstationen på vänstra Rhensidan har förbindelser till Schaffhausen, Winterthur och Kreuzlingen.
- Staden angörs Från april till oktober av båttrafiken mellan Schaffhausen och Kreuzlingen.

## Historik

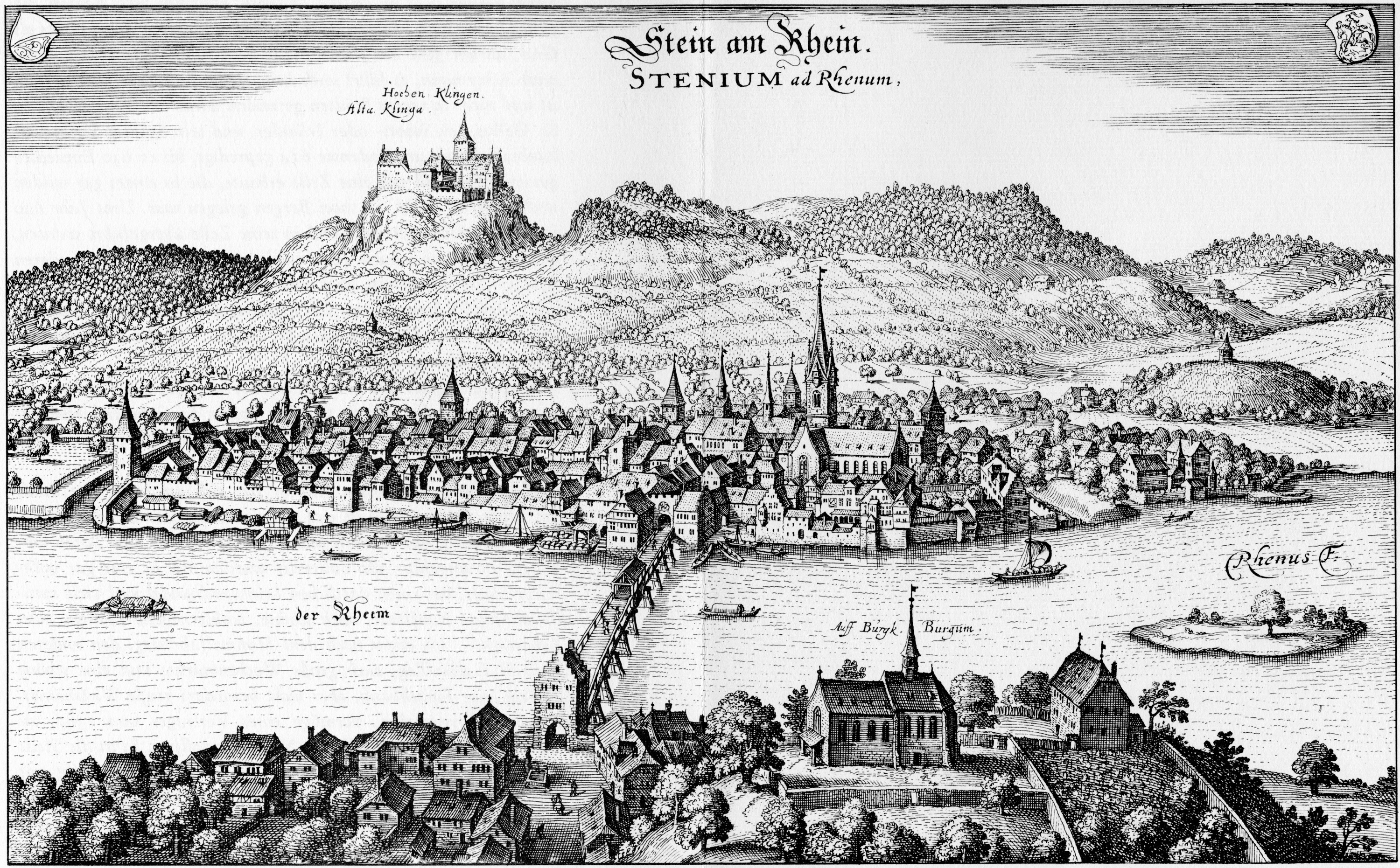
Stein am Rhein sedd söderifrån med borgen Hohenklingen och bron över Rhen på kopparstick av Matthäus Merian, 1642.

I slutet av tvåhudratalet efter Kristus anlade Romarna ett kastell på vänstra stranden. När romarna dragit sig tillbaka flyttade allemanner in. På sexhundratalet fanns ett gods på högra stranden med mindre jordbruk och kapell. Runt år 1007 lät kung Henrik II flytta benediktinerklostret St. Georgen från Hohentwiel till godset i Stein am Rhein. Klostret fick marknads- och tullrättigheter och utförde vissa rättskipning. År 1250 fick herrarna på Hohenklingen rätt att bygga en bro över Rhen. Under 1300-talet stärktes borgarskapets inflytande när handel och hantverk ökade. Runt år 1400 byggdes en stadsmur och 1457 blev staden riksomedelbar, men dock snart beroende av Zürich. Vid reformationen upplöstes benediktinerklostret.
Sedan 1803 ingår Stein am Rhein i kantonen Schaffhausen. Under 1800-talet revs stadsmuren. När staden fått järnväg år 1875 utvecklades viss industri.